# Klokoč
Klokoč est un village de Slovaquie situé dans la région de Banská Bystrica.

## Histoire
Première mention écrite du village en 1786.

## Démographie

### Évolution de la population
| Année:               | 1994. | 2004.   | 2014.   | 2024.   |
| -------------------- | ----- | ------- | ------- | ------- |
| Nombre de personnes: | 467   | 469     | 503     | 472     |
| Différence:          |       | +0,42 % | +7,24 % | -6,16 % |

| Année:               | 2023. | 2024.   |
| -------------------- | ----- | ------- |
| Nombre de personnes: | 479   | 472     |
| Différence:          |       | -1,46 % |